# Jupiter Ascending
Jupiter Ascending är en amerikansk science fiction-film, med Mila Kunis och Channing Tatum i huvudrollerna. Regisserad, skriven och producerad av Syskonen Wachowski. Filmen planerades från ursprungligen att ha biopremiär den 25 juli 2014 i 3D, men fick senare sitt premiärdatum framflyttat till den 6 februari 2015.

## Rollista (i urval)
- Mila Kunis – Jupiter Jones
- Channing Tatum – Caine
- Sean Bean – Stinger[6]
- Eddie Redmayne
- Douglas Booth – Titus
- Tuppence Middleton
- Doona Bae[7]
- James D'Arcy
- Tim Pigott-Smith
- Vanessa Kirby – Katherine
- Kick Gurry
- David Ajala – Ibis
- Terry Gilliam
- Edward Hogg
- Edd Osmond
- Ancuta Breaban – Commonwealth
- Nikki Amuka-Bird
- Ramon Tikaram – Phylo Percadiun
- Sarah Campbell
- Luke Neal